# Chiemgau

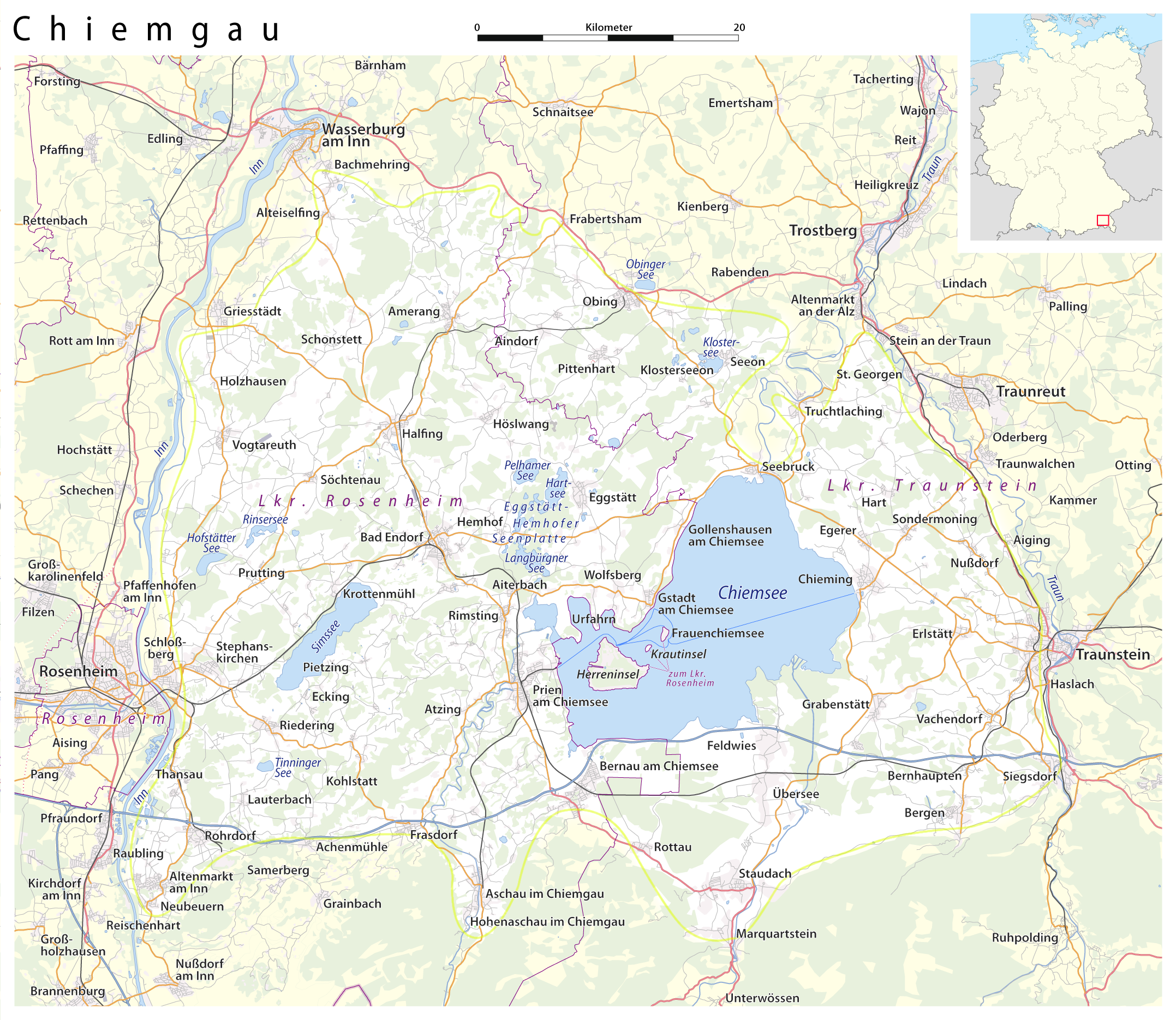

Chiemgau – historyczny i kulturowy region w Górnej Bawarii. Obejmuje powiaty Traunstein i Rosenheim. Najwyższym szczytem jest Wendelstein, a największym jeziorem Chiemsee.